# 善达庙
善达庙，位于内蒙古自治区锡林郭勒盟正镶白旗，是一座藏传佛教格鲁派寺院。

## 简介
1942年，锡林郭勒盟十旗对14个寺庙的青年喇嘛进行第一次考试，141名喇嘛不及格。其中，哈如勒查干庙共有36名喇嘛，其中考试不及格者2名；善达庙共有23名喇嘛，其中考试不及格者20名。根据规定，这些不及格的喇嘛被强令还俗。
正镶白旗现存清朝时期的布日都庙、宝日陶勒盖庙、善达庙三处庙宇建筑。其中，布日都庙1998年前经上级政府投资维修过一次，其他两座庙宇直到2009年仍然损坏严重。